# Pelorus (yate)
Pelorus es el decimocuarto yate de lujo más grande del mundo, con 115 metros (377 pies) de longitud, y un precio de $300 millones de dólares (€254 millones). Fue diseñado por Tim Heywood y construido por Lürssen en Bremen, Alemania. Empezó a operar en 2003.

## Historial de servicio
Fue brevemente propiedad de un empresario de Arabia Saudita que lo vendió al multimillonario ruso Román Abramóvich al año siguiente. Abramóvich hizo adaptarlo a sus propias necesidades por Blohm & Voss. Esto incluye la adición de un segundo helipuerto delantero, cuatro nuevos estabilizadores de velocidad y modificaciones de los gases de escape, mástil y de popa. Abramovich también fue propietario del Ecstasea y el Le Grand Bleu, pero este último lo regaló a un amigo suyo llamado Eugene Shvidler. Abramovich se deshizo del yate como consecuencia del divorcio, este ha ido pasando por varios propietarios y actualmente es del multimillonario chino Samuel Tak Lee.
Pelorus se propulsa con dos motores 5500 hp Wärtsilä 12v 26, que aportan una velocidad máxima de 19 nudos, pero a menudo solo es de 12 a 14 nudos. Detalles acerca de los interiores son escasos, pues Abramóvich es protector de la intimidad de su familia y muy consciente de la seguridad.
El yate tiene lanchas de abastecimiento a bordo y un garaje lleno de "juguetes" como motos de agua y máquinas de olas. Un equipo de tiempo completo de hasta 46 personas vive a bordo durante todo el año y un gran contingente de seguridad viene y va con la familia.
El Pelorus a menudo se encuentra de crucero en el Mediterráneo occidental durante los veranos y viajes a través del canal de Suez en los inviernos.
En 2005 Abramóvich prestó el Pelorus a Frank Lampard y John Terry por dos semanas como un bono por ser los dos mejores jugadores de su club de fútbol inglés Chelsea FC. Después de que John Terry se casara con su novia Toni Poole en el Palacio de Blenheim el 15 de junio de 2007, pasaron dos semanas de luna de miel en el Mediterráneo, también en el Pelorus.
Roman Abramóvich compró un nuevo yate en los astilleros Blohm + Voss de Hamburgo, de 170 m de eslora, con el nombre de Eclipse. 
Irina Abramovich recibió el yate en 2009 como parte de su acuerdo de divorcio con Roman Abramovich. Lo vendió a través del corredor Merle Wood a David Geffen en 2011 por alrededor de 300 millones de dólares. En 2011, Geffen vendió el Pelorus al jeque Abdullah bin Zayed Al Nahayan por 214 millones de euros. En 2016, Pelorus fue vendido al multimillonario chino Samuel Tak Lee.

## Galería de imágenes

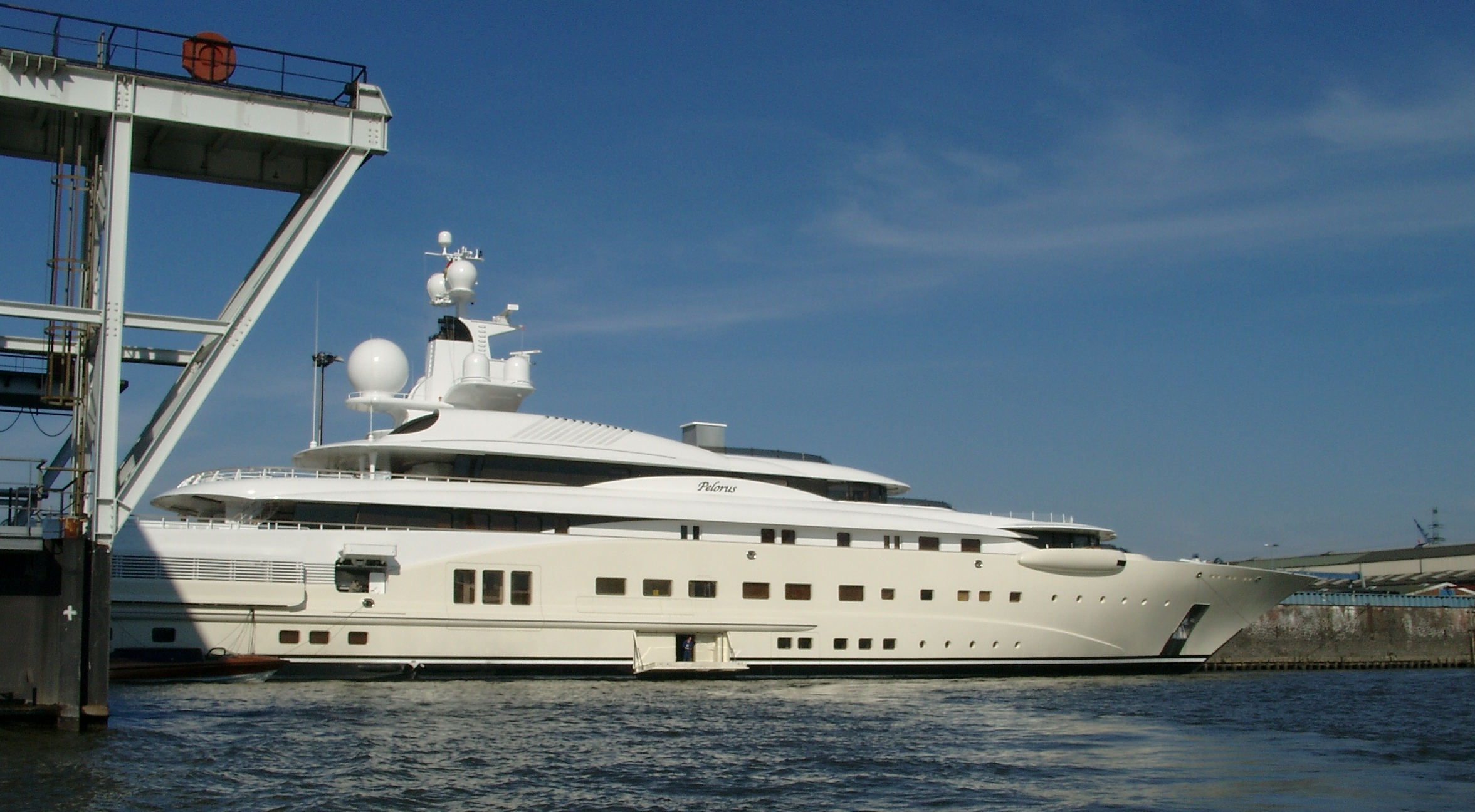
Pelorus durante el ajuste en el 2005 en Blohm & Voss.
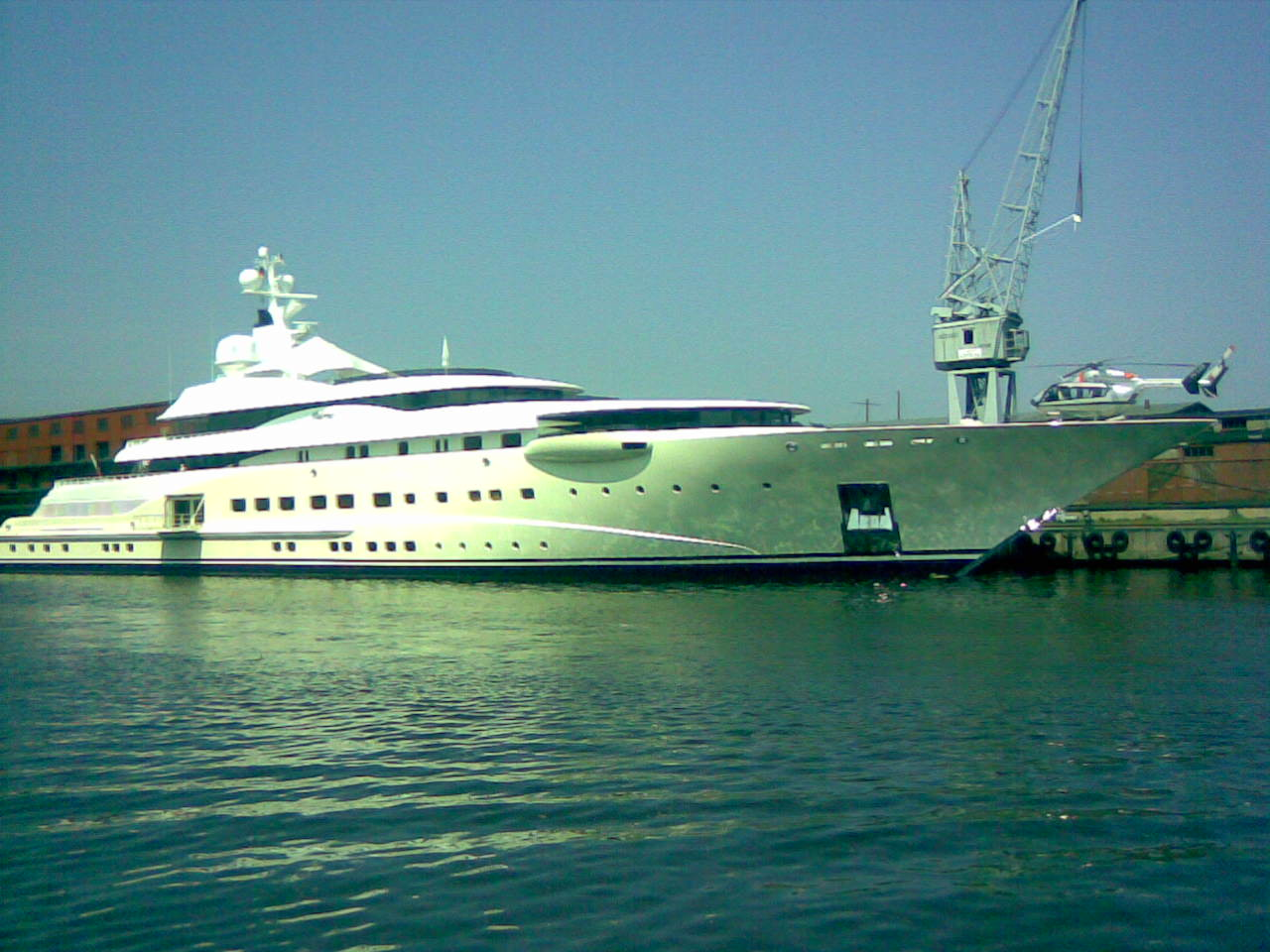
Pelorus después del ajuste. Nótese el nuevo helipuerto delantero.
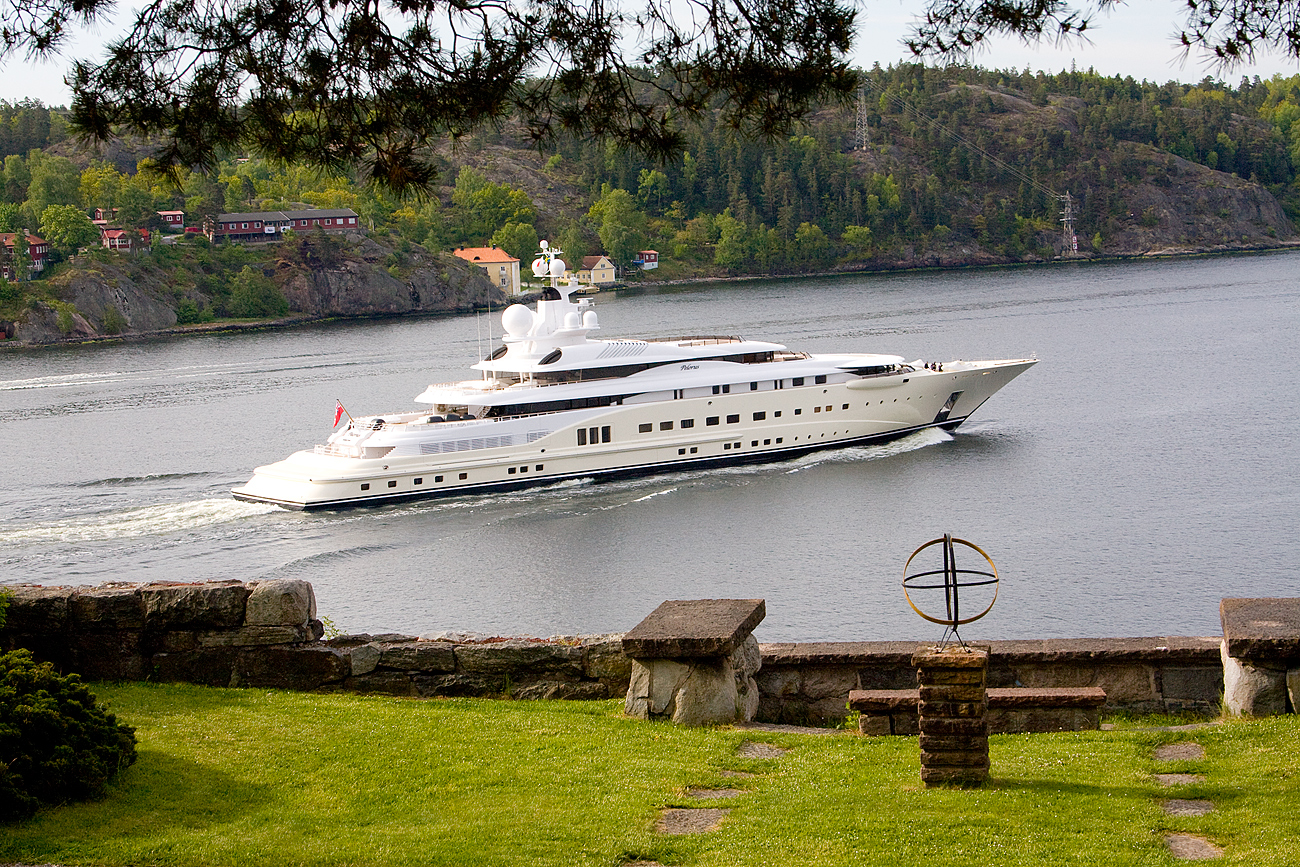
Pelorus en Estocolmo 2008.
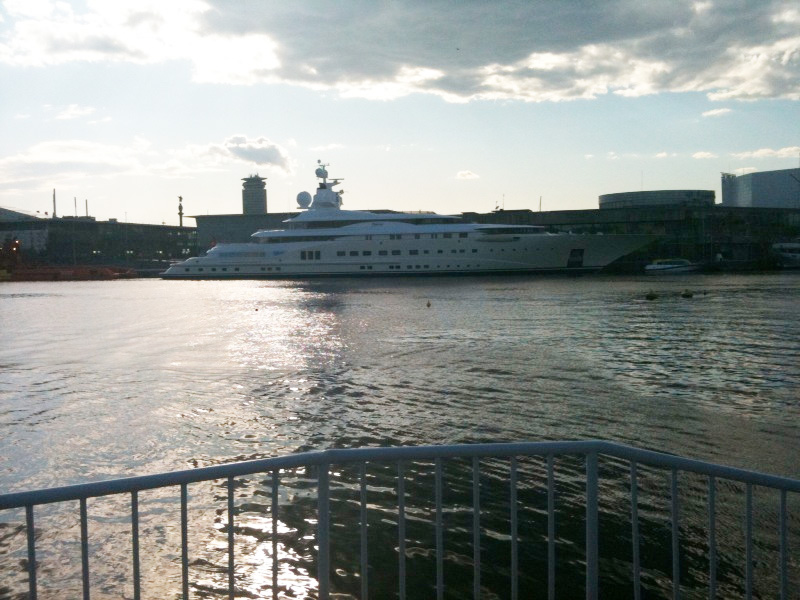
Pelorus en Barcelona 2010.